# Щигліївка
Щиглі́ївка — село в Україні, у Житомирському районі Житомирської області. Входить до складу Коростишівської міської громади.до 2016 року центр сільської ради. Розташоване за 14 км на південний схід від центру громади й залізничної станції Коростишів та за 75 км від столиці.

## Етимологія
Кажуть[джерело?], що раніше на місці села було місто Щоголів, обнесене своєрідним валом із забитими на його гребені загостреними кілками (частоколом). Таке укріплення не раз захищало від нападів ворогів. Чужинські набіги і час зруйнували вал, залишки якого називали щоглами. Звідси і пішла назва села.

## Історія
На околицях та поблизу сіл Щигліївки, Грубського та Продубіївки виявлено два давньоруські городища та 6 курганних могильників. З 950 курганів, що біля Грубського розкопано 61.
Перша писемна згадка про село датується 1642 роком, коли власники села Олізари-Волчковичі уклали трьохрічний заставний контракт на маєток за 10000 польських злотих.
З 1789 р. село було у власності Леонарда Олізара — громадського діяча та публіціста, що за власний кошт утримував уніатську Дмитрівську церкву. Відмова передати її у підпорядкування православній Михайлівській церкві у Віленьці спричинило судовий процес.
В 1864 р. Лаврентій Похилевич у «Сказаннях» відзначить:
| | \| Щигліївка на річці Вілії, ще вище Віленьки на 6 верст. Жителів обох статей: православних 186, римських католиків 52; землі 1 955 десятин. Належала дружині підполковника Катерині Більке, а нині успадкована графом Сигізмундом Костянтиновичем Олізаром; проте за сприяння уряду 178 десятин куплені за 7300 рублів по викупних договорах у власність селянами. Цікаво, що село це, в глухому лісі розташоване, оперезане навколо валом, що має довжину до 4-х верст. У багатьох місцях він розкопаний. На ньому ростуть товсті дуби. У Щигліївці давно була особлива церква, здається, знищена з побудовою церкви у Вільні. \| Оригінальний текст (рос. дореф.) [Щегліевка при рѣчкѣ Виліѣ еще выше Виленки въ 6-ти верстахъ. Жителей обоего пола: православныхъ 186, римскихъ католиковъ 52; земли 1955 десятинъ. Принадлежала подполковницѣ Екатеринѣ Бельке, а нынѣ, по наслѣдству, графу Сигизмунду Константиновичу Олизару; по 178 десятинъ ио выкупному договору куплены крестьянами, при содѣйствіи правительства за 7300 рублей въ собственность. Замѣчательно, что деревня эта, въ глухомъ лѣсу расположенная, опоясана во кругъ валомъ, имѣющимъ длины до 4-хъ верстъ. Во многихъ мѣстахъ онъ раскопанъ. На немъ растутъ толстые дубы. Въ Щегліевкѣ давно было особая церковь, кажется уничтоженная съ построеніемъ церкви въ Вильнѣ.] Помилка: [undefined] Помилка: {{Lang}}: немає тексту (допомога): невпізнаний код мови: ru-dor (допомога) |
| Щигліївка на річці Вілії, ще вище Віленьки на 6 верст. Жителів обох статей: православних 186, римських католиків 52; землі 1 955 десятин. Належала дружині підполковника Катерині Більке, а нині успадкована графом Сигізмундом Костянтиновичем Олізаром; проте за сприяння уряду 178 десятин куплені за 7300 рублів по викупних договорах у власність селянами. Цікаво, що село це, в глухому лісі розташоване, оперезане навколо валом, що має довжину до 4-х верст. У багатьох місцях він розкопаний. На ньому ростуть товсті дуби. У Щигліївці давно була особлива церква, здається, знищена з побудовою церкви у Вільні. | |

В січні 1918 року в селі було встановлено радянську окупацію.
В роки німецько-радянської війни проти німецьких військ та їх союзників боролися 140 жителів села, з них 108 нагороджено орденами й медалями. 63 людини загинуло.

## Населення
Станом на 1 січня 1972 року, в селі налічувалось 175 дворів, населення — 521 особа. Згідно з переписом 2001 року, кількість дворів не змінилась, а населення зменшилось до 255 осіб.

## Економіка
На території села була розміщена центральна садиба колгоспу «Зоря комунізму», який мав у користуванні 2800 га сільськогосподарських угідь, у такому числі 2221 га орної землі. Вирощували зернові культури, картоплю тощо. Було розвинуте м'ясо-молочне тваринництво. За успіхи у розвитку сілького господарства 52 колгоспники були відзначені орденами та медалями.

## Освіта
В селі є школа, клуб на 250 місць, фельдшерсько-акушерський пункт, пошта та бібліотека з книжковим фондом 9,3 тис. томів (станом на 1970-і роки).
Щигліївська ЗОШ І — ІІІ ступенів бере свій початок з 1934 року, коли в центрі села збудували школу. Кількість учнів у ній збільшувалась і два класи розташовувались у сільському клубі. Одним з перших завідувачів був Руба. З початкової школи в 1930-ті роки з'явилась семирічка. Першим її директором був Будніченко М.П, а після німецько-радянської війни — Бубон М. М. У школі тоді навчалось 200 учнів.
У 1952 році школа стала восьмирічкою, а через два роки — десятирічкою. Тоді в числі педагогів були подружжя Півткевичів, Білан Н. В., яка свого часу закінчила інститут шляхетних дівчат в Петербурзі. До 1956 року директором школи був Данилівський О. Д., потім — Побережний Ю. О., серед вчителів — Романюк Г. К., Білоцька М. П., Борисов Й. П., Мартиненко Н. І.
В 1970-х роках в школі навчалось 250 учнів та працювало 17 педагогів. Після виходу на пенсію Побережного змінює Довжик В. П., який працює директором школи з 1980—1983 роках. З 1983 року школу очолив Юзефович С.Я, під керівництвом якого було збудовано нове двоповерхове приміщення. Створено краєзнавчий музей, обладнано навчальні кабінети, запроваджено профільне навчання — швейна справа для дівчат і тракторна справа для хлопців. У цей час навчались діти з 13 сіл, підвозились до школи державним і колгоспним транспортом.
На початку 2000-х років у школі навчається 186 учнів та працює 20 учителів, з яких мають вищу освіту 11, середню спеціальну 9. Педагогів з вищою категорією 3, спеціалістів І категорії — 4, ІІ категорії — 5[джерело?].

## Персоналії
- Пащенко Тетяна Болеславівна — Заслужений майстер народної творчості України.